# پیروز شاپور
پیروز پسر شاپور که در شاهنامه فردوسی از او به عنوان فرخ‌نژاد یاد می‌شود فرستاده ما بین رستم فرخزاد و سعد وقاص است.
پس از حمله اعراب به ایران به فرماندهی سعد وقاص، رستم فرخزاد نامه ای نزد سعد وقاص فرستاد و از او می خواهد تا از در صلح درآید و به او وعده‌هایی می‌دهد که  جنگ را کنار بگذارد. فرستاده این نامه پیروز شاپور است. عمرسعد در جواب از دین جدید و بهشت دوزخ می گوید و و به فرستاده می گوید که به دین جدید بگروید و سعادتمند شوید.
| نگه کن بدین نامهٔ پندمند        |  | مکن چشم و گوش و خرد را به‌بند |
| چو نامه به مُهر اندر آمد به داد |  | به پیروز شاپور فرخ نژاد      |
| بر سعد وقاص شد پهلوان          |  | از ایران بزرگان روشن‌روان     |